# Blanca Negri
María de la Paz Díaz de Liaño Valavázquez –Blanca Negri– (Vilafranca do Bierzo, 13 de febrer de 1909 - Madrid, 18 de juliol de 1988) fou una artista de varietats, cantant, ballarina i actriu de cinema lleonesa que triomfà als teatres de París i Barcelona.
Nasqué en una família acomodada i pogué estudiar francès, piano, cant i art dramàtic. Afeccionada a cantar de joveneta sarsueles i musicals americans en alguna celebració popular, quan pogué, amb catorze anys, marxà a França i debutà als escenaris, primer amb el nom artístic d'Eva de Lerso i després amb el de Blanca Negri.

## Ballarina, cantant, artista de varietats
Va ser ballarina de claqué al Casino de París, on actuava, i cantant de l'orquestra de tangos de Manuel Pizarra. Després de girar pels escenaris europeus, on anà adquirint fama i experiència, tornà a París. A principis de la dècada de 1930, arribà als teatres de Barcelona, on actuà com a cantant i vedet. Formà parella artística amb Alady, al Poliorama i al Teatre Circ Barcelonès, i després amb Pierre Clarel.
Actuà al Teatre Còmic, a l'Edén Concert, al Novetats, al Teatre Español, al Teatre Barcelona, i fou considerada l’«estrella de moda», «l’artista predilecta del públic», «la revelació de l’any en el teatre de varietats». Obtingué les valoracions més favorables del públic i de la crítica pel seu talent i expressivitat, sentit del ritme i ductilitat, que li permetien passar, en paraules de Sebastià Gasch, de «l’asèpsia i esteritlització dels cants i balls anglesos o americans a la infinita putrefacció del tango sòrdid».

## Actriu de cinema
El 1929 va fer la primera intervenció com a actriu de cinema, a la pel·lícula Déjate de amigos, dirigida per Juan Estiaste. L’any 1936, amb la comèdia La hija del penal, interpretada amb Antonio Vico i dirigida per Eduardo García Maroto, assoliria èxit i fama internacionals. La filmació de Nuestra Natacha, dirigida per Benito Perojo, es va veure interrompuda per la guerra civil. D’aquestes dues darreres pel·lícules, destruïdes per ordre de la dictadura franquista, no se’n conserven còpies.
Després de marxar a l’Amèrica llatina, gravà a Xile Un hombre de la calle (1942) i Tú eres mi marido (1943), dirigides per Eugenio de Liguoro; a Mèxic interpretaria Sinfonía de una vida, de Celestino Gorostiza (1946). A partir dels anys cinquanta tornà a actuar al costat de Mary Santpere, entre d'altres, als escenaris de Barcelona, que abandonaria definitivament als anys setanta.

## Vida personal
Sembla que mantingué una relació amb Carlos Gardel, que havia vingut de gira a Barcelona diverses vegades i veié actuar Blanca Negri quan ella tenia tot just divuit anys. I també s'assegura que va mantenir un idil·li amb l'anarquista Buenaventura Durruti, lleonès com ella i amic de la família, amb qui es veia al reservat del Pompeia Hollywood Dancing, un local de luxe de Barcelona, prenent cava.